# Atylla
Atylla – tragedia młodopolskiego poety, dramaturga i tłumacza Antoniego Langego, opublikowana w nakładzie dwustu egzemplarzy przez oficynę Gebethnera i Wolffa w Warszawie w 1910. Utwór charakteryzuje się epickim rozmachem. Oprócz tytułowego bohatera występuje w nim 28 postaci i wielu statystów. Utwór jest napisany wierszem, głównie trzynastozgłoskowcem.